# Modliszka olbrzymia
Modliszka olbrzymia (Plistospilota guineensis) – jedna z największych modliszek na świecie. Samica może osiągnąć nawet 15 cm długości. Pochodzi z lasów deszczowych Gwinei. Bardzo agresywny i żarłoczny gatunek – wygłodzona nie zawaha się nawet zaatakować małego ptaka czy mysz. W hodowli znane są przypadki, że zaniepokojona potrafi swoją agresję skierować w kierunku oczu hodowcy. Gatunek bardzo płodny – w jednym kokonie może się znajdować 300 młodych, a samych kokonów może być aż 6 (osiągają nawet 5 cm długości).